# Margyricarpus pinnatus
Margyricarpus pinnatus là loài thực vật có hoa trong họ Hoa hồng. Loài này được (Lam.) Kuntze mô tả khoa học đầu tiên năm 1898.